# 乌尔希泰舒普
乌尔希泰舒普（英語：Urhi-Teshub），又稱穆爾西里三世（Mursili III），新王国的赫梯国王。继承穆瓦塔里二世之位，在位时期与亚述发生冲突并失败，使得国势动荡不安，后被哈图西里三世所推翻。